# Georg Buntrock
Georg Hugo Hermann Buntrock (*  25. September 1905 in Damsdorf; † 30. Januar 1979 in Pullach im Isartal) war ein deutscher Offizier, zuletzt Oberst der Bundeswehr, und Geheimdienstler.

## Leben

### Zweiter Weltkrieg
Georg Buntrock war als Major vom 10. März 1940 bis 10. Juni 1942 Erster Generalstabsoffizier (Ia) der 73. Infanterie-Division. Ab Juli 1942 war er Dritter Generalstabsoffizier (Ic) der 9. Armee unter Walter Model. Als Oberstleutnant und Ic im Oberkommando der 9. Armee wurde ihm am 8. März 1943 das Deutsche Kreuz in Silber verliehen. Zur Einarbeitung für seine zukünftige Rolle als Ic der Heeresgruppe Südukraine wurde er am 10. Januar 1944 in die Abteilung Fremde Heere Ost kommandiert und am 20. Januar 1944 versetzt. Die Abteilung stand unter der Leitung von Reinhard Gehlen, welchen er bereits von früher kannte und welcher ihm über sein restliches Leben hinweg begleiten sollte.
Im Dezember 1944 wurde für die Führung der Frontaufklärungskommandos und Frontaufklärungstruppen im Bereich der Spionage und Spionageabwehr die Abteilung Mil F im Militärischen Amt (Amt Mil) des Reichssicherheitshauptamts (RSHA) eingerichtet. Buntrock wurde Abteilungsleiter Mil F und ab Februar 1945 zusätzlich als Ableiterungsleiter Chef der Frontaufklärung (Chef FA). Die Frontaufklärung unterstand fachlich der Abteilung F des Amtes Mil des RSHA. Das Amt Mil, Anfang 1944 aus dem Amt Ausland/Abwehr hervorgegangen, wurde von SS-Brigadeführer Walter Schellenberg geführt. Truppendienstlich war Buntrock aber durch den Chef des Oberkommandos des Heeres (OKH), Generalfeldmarschall Wilhelm Keitel, welcher Buntrock für die Interessenvertretung der Wehrmacht ausgesucht hatte, in das RSHA entsandt worden, wo er als Vermittler zwischen dem Sicherheitsdienst des Reichsführers SS (SD), dem RSHA, der Frontaufklärung und dem OKH fungierte. Die Zuständigkeit für die Frontaufklärung wurde durch SS-interne Auseinandersetzungen zwischen Schellenberg, SS-Gruppenführer Heinrich Müller, welcher als Chef der Abteilung IV des RSHA (Geheime Staatspolizei) die Verantwortung unter der Frontaufklärungsleitstelle III sah, und Otto Skorzeny, welcher die Frontaufklärungsstelle II leitete, überlagert, sodass es Buntrock gelang, die Weisungen aus dem RSHA gering zu halten und den Konflikt nicht weiter zu eskalieren.
Kurz vor Kriegsende hatte Skorzeny am 6. April 1945 versucht, einen Teil der Frontaufklärungstruppen unter sein Kommando zu bringen. Buntrock berichtet, Skorzeny habe ca. 30 SD-Leute in der Leitstelle zurückgerufen, um die Übernahme abzusichern, worauf Buntrock mit den dort stationierten Soldaten der Wehrmacht unter Waffengewalt die SD-Leute zum Abzug bewegt habe. Daraufhin sei Buntrock nach Bad Elster gereist, um bei Hermann Baun, welcher vermeintlich dort im Hausarrest des RSHA stand, zu intervenieren und Skorzeny das Recht zur Übernahme abzusprechen. Am 20. April 1945 teilte Gehlen Buntrock mit, dass das RSHA das Ziel erreicht habe und die Frontaufklärung der Wehrmacht aufgelöst sei. Daraufhin ordnete Buntrock die Vernichtung der noch verbliebenen Unterlagen des Amtes F an.

### Nachkriegszeit
Die Auseinandersetzungen mit Skorzeny hielten auch über das Kriegsende an. Als Vertrauter Gehlens konnte Buntrock alle Versuche Skorzenys vereiteln, in der Organisation Gehlen Fuß zu fassen. So schrieb Buntrock in einer Beurteilung am 5. Oktober 1951:
Es gibt in der Zentrale unserer Organisation […] niemand, der Skorzeny so gut kennt wie ich. Ich weiß, daß er der ausgeprägteste Typ eines Hochstaplers ist. Er ist von einer persönlichen Eitelkeit, die nicht zu übertreffen ist. Ich habe niemals erlebt, dass Skorzeny die Wahrheit gesagt hat. Er ist ein Jongleur mit Dingen, die ihm nicht gehören und von denen er nichts versteht. Alles ordnet er seinem persönlichen Ehrgeiz und Geltungsbedürfnis unter. Er besitzt keine Ehre […].
Ab 1948 war Buntrock Chef des Strategischen Dienstes der Organisation Gehlen. 1949 wurde dieser zur Dienststelle Sonderverbindung und war für den Informationsaustausch mit befreundeten Geheimdiensten unter seiner Führung verantwortlich. Die Dienststelle Sonderverbindung trug zudem die Verantwortung für die Materialweitergabe an die neue deutsche Bundesregierung. Im Herbst 1953 wurde er als siebter und letzter „persönlicher Mitarbeiter“ Gehlens ausgewählt und trennte damit den Aufgabenbereich aus der Organisation. Buntrock behielt die Tarnchiffre 30 g. Zu Beginn 1954 war er im Stab Gehlens für die Materiallieferungen und Berichtserstellung für die Bundesregierung Tarnchiffre 88 c eingesetzt. Ab November 1953 war er Leiter des Auslandsverbindungsdienstes in der BND-Liegenschaft in Pullach.
Am 1. April 1956 wurde Buntrock mit dem Decknamen Bohlen in den Bundesnachrichtendienst (BND) übernommen. Von 1956 bis 1968 hatte er im BND Einsätze im Auslandsverbindungsdienst und in der operativen Informationsbeschaffung. Am 11. März 1957 wurde er als Oberst in ein Soldatenverhältnis übernommen und wurde am 30. September 1970 aus dem aktiven Dienst verabschiedet.
Am 1. Juli 1969 erhielt Buntrock vom Präsidenten des BND, Gerhard Wessel, die Erlaubnis, eine Arbeitsgruppe zur Ausarbeitung der Geschichte des BND aufzustellen, welche als Gruppe Bohlen bis 1971 arbeitete und unter anderem durch die ehemalige Sekretärin Gehlens, Annelore Krüger, unterstützt wurde. Insgesamt wurden 658 Seiten als Bericht ausgearbeitet.
Buntrocks Erklärung im Berufungsverfahren für das Entnazifizierungsverfahren von Walter Model ist im Archiv des Instituts für Zeitgeschichte in München dokumentiert. Walter Model hatte sich kurz vor Kriegsende erschossen und seine Witwe 1949 eine Entnazifizierung beantragt, war aber in erster Instanz nicht entlastet worden. Für die zweite Instanz, die im Juni 1950 tagte, hatte Buntrock seine Einschätzung verfasst.